# Cathédrale orthodoxe de la Sainte-Trinité de Sibiu
La cathédrale de la Sainte-Trinité de Sibiu (en roumain : Catedrala Sfânta Treime din Sibiu) est le siège de l'archevêque orthodoxe roumain de Sibiu et métropolite de Transylvanie. Elle a été construite dans le style d'une basilique byzantine, inspirée par Sainte-Sophie d'Istanbul, avec les flèches principales influencées par l'architecture des églises de Transylvanie et des éléments baroques.

## Histoire
L'idée de construire une cathédrale orthodoxe à Sibiu a commencé avec le métropolite Andrei Șaguna, qui à l'automne 1857 a demandé à l'empereur François-Joseph la permission d'envoyer une circulaire à son diocèse demandant que les prêtres et les laïcs fassent des dons. Il a envoyé la lettre avant Noël cette année-là, et le premier donateur était l'empereur lui-même, qui a donné 1000 pièces d'or, suivi du gouverneur de Transylvanie avec 50 pièces, Șaguna avec 2000 florins, et bien d'autres. Les dons ont continué à arriver après la mort de Șaguna en 1873 ; la première pierre a été posée le 18 août 1902, lorsque Ioan Mețianu était métropolite. Afin de libérer l'espace pour construire la cathédrale (qui occupait cinq lots rue Mitropoliei et trois rues Xenopol, où elle a également une entrée), huit maisons voisines ont dû être démolies, ainsi que la petite église grecque construite en 1797-1799 qui servait jusqu'alors de cathédrale,.
Les travaux, coordonnés par l'architecte de la ville Iosif Schussnig, ont commencé en 1902 et se sont terminés en 1904, lorsque le toit en cuivre a été réalisé. Le plan, de Virgil Nagy et Iosif Kamner de Budapest, a été choisi parmi les projets soumis par 31 architectes principalement autrichiens et hongrois. Le 13 décembre 1904, les quatre cloches ont été bénies et placées dans les deux flèches principales (pendant la Première Guerre mondiale, l'armée austro-hongroise a fait fondre les trois cloches de la flèche ouest pour les utiliser comme canons ; celles-ci n'ont été remplacées qu'en 1926). L'iconostase et les kliros sont alors fabriqués dans l'entreprise de Constantin Babic à Bucarest ; un éclairage électrique a également été installé. L'iconostase (en bois sculpté doré) et le dôme (montrant le Christ Pantocrator flanqué d'anges) ont été peints par Octavian Smigelschi, du village voisin de Ludoș. La cathédrale a été consacrée le 30 avril 1906.

## Description
L'extérieur est en brique rouge et jaune. La nef spacieuse est bordée de toits sphériques plus petits et de quatre tours : deux plus petites octogonales et deux plus grandes près de l'entrée avec une base carrée qui devient octogonale dans la zone du clocher. Les extrémités des tours ont la forme de doubles bulbes, avec une lucarne au centre. L'entrée principale se fait par un portique à trois portes semi-circulaires. Derrière et entre les tours principales se trouve un vaste vestibule semi-circulaire avec un vitrail de forme similaire, tandis que l'extérieur est décoré de mosaïques rondes représentant Jésus et les quatre évangélistes. La cathédrale mesure 53,10 m de long et 25,40 m de large au centre, le dôme a 24,70 m de haut (34,70 m à l'extérieur) et 15 m de diamètre, tandis que les flèches mesurent 43 m de haut (45 m avec les croix) . 

## Galerie

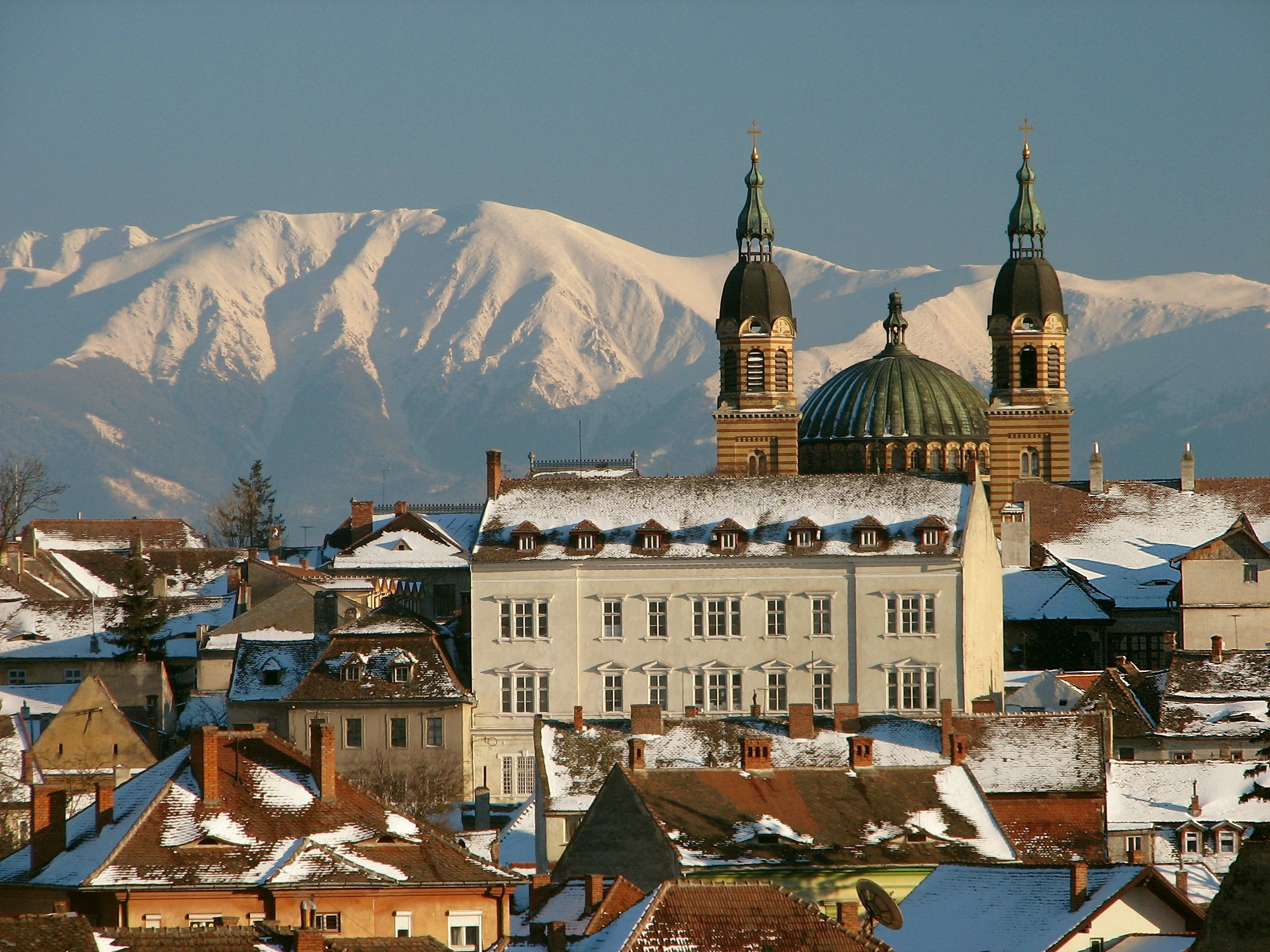
La cathédrale en hiver
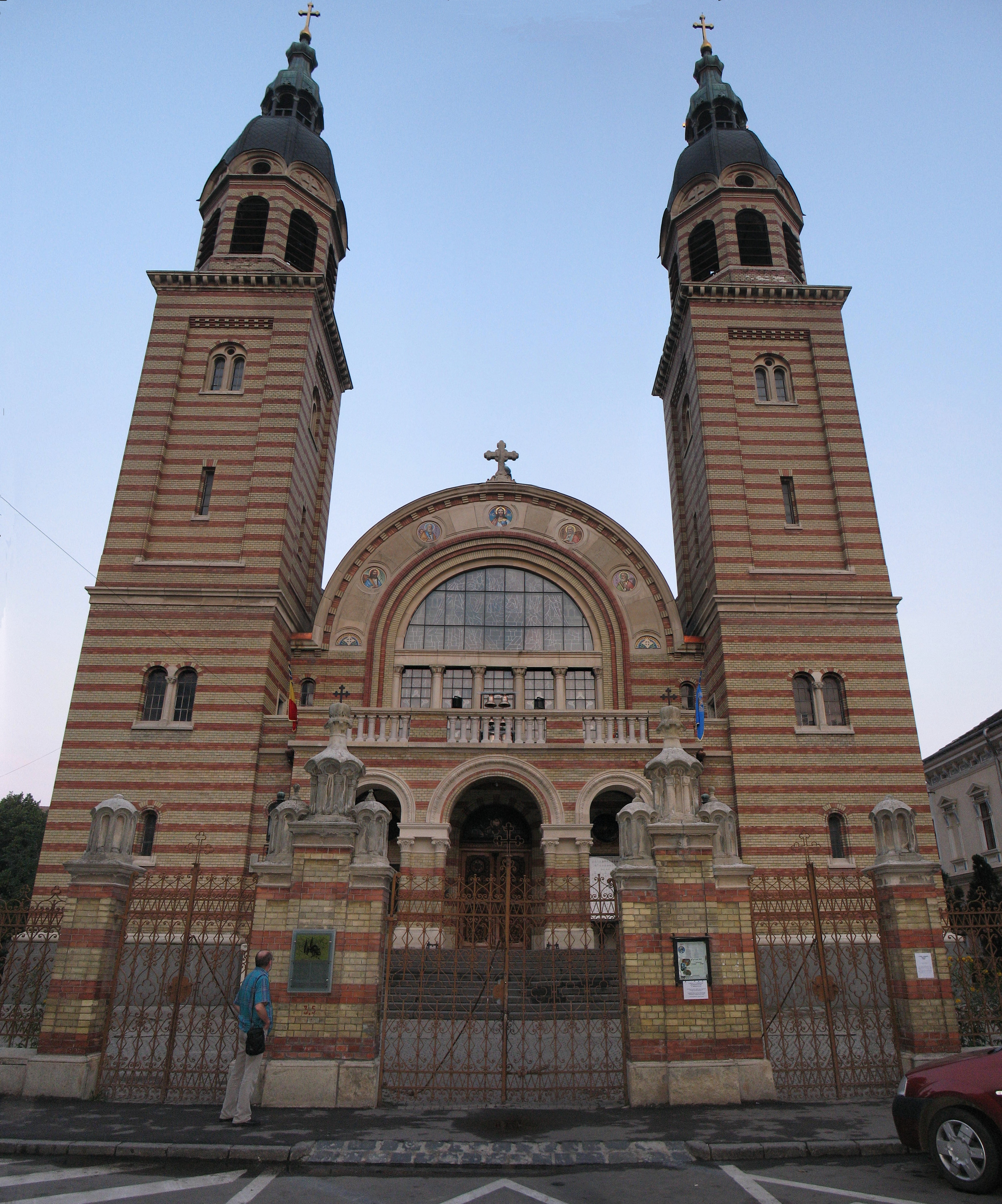
Entrée principale
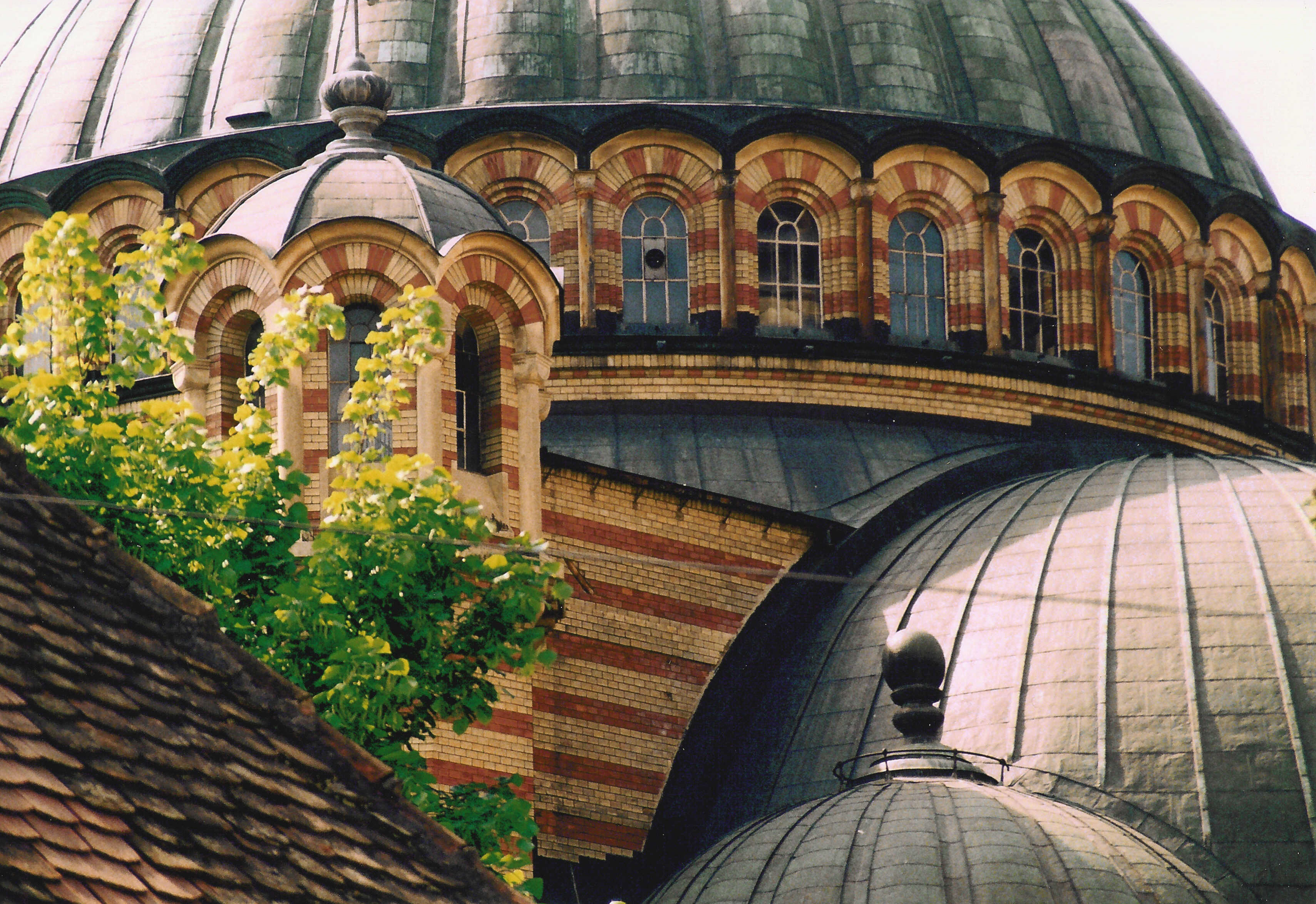
Détail : dôme principal, petites tours, toits latéraux
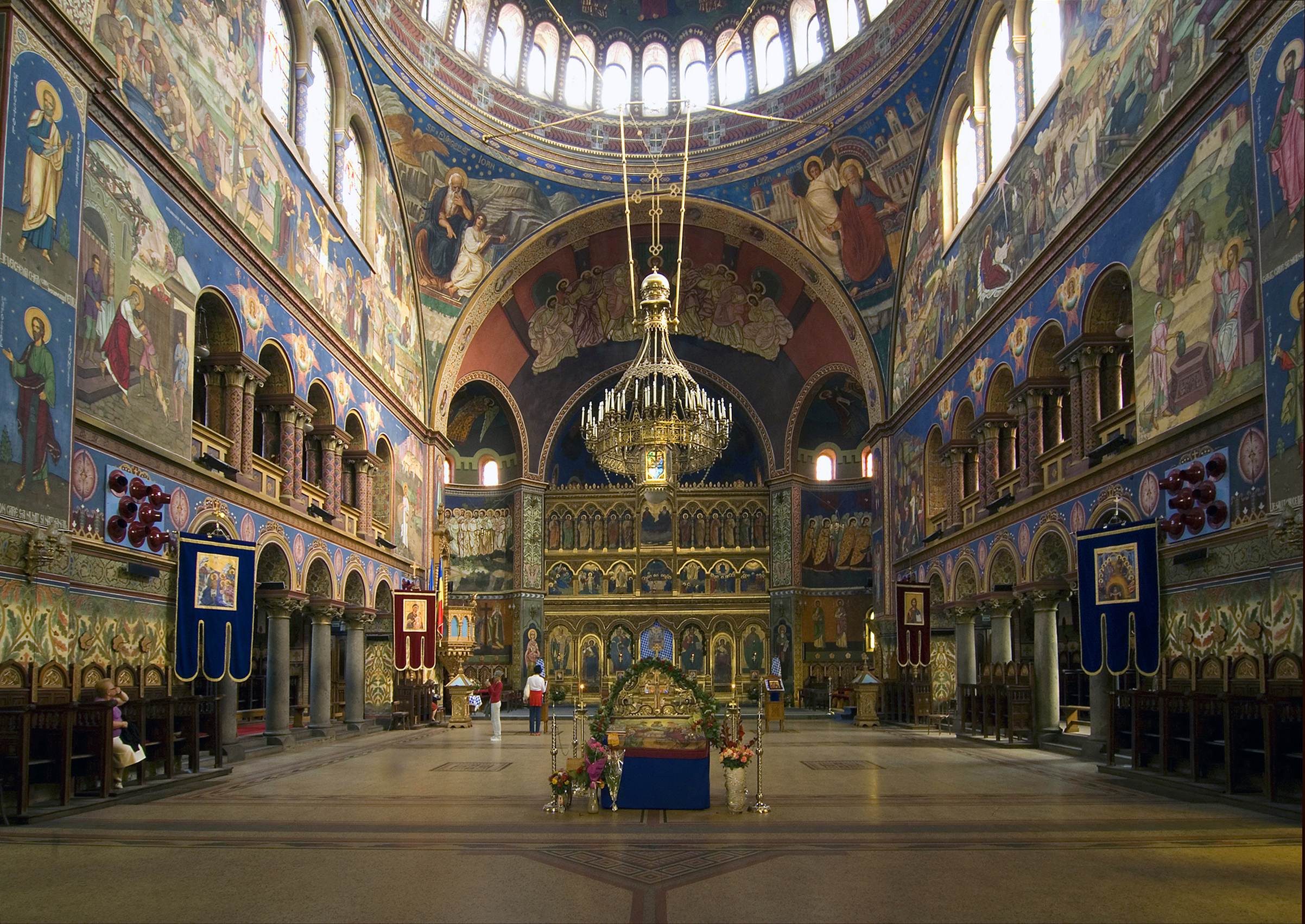
Nef et iconostase
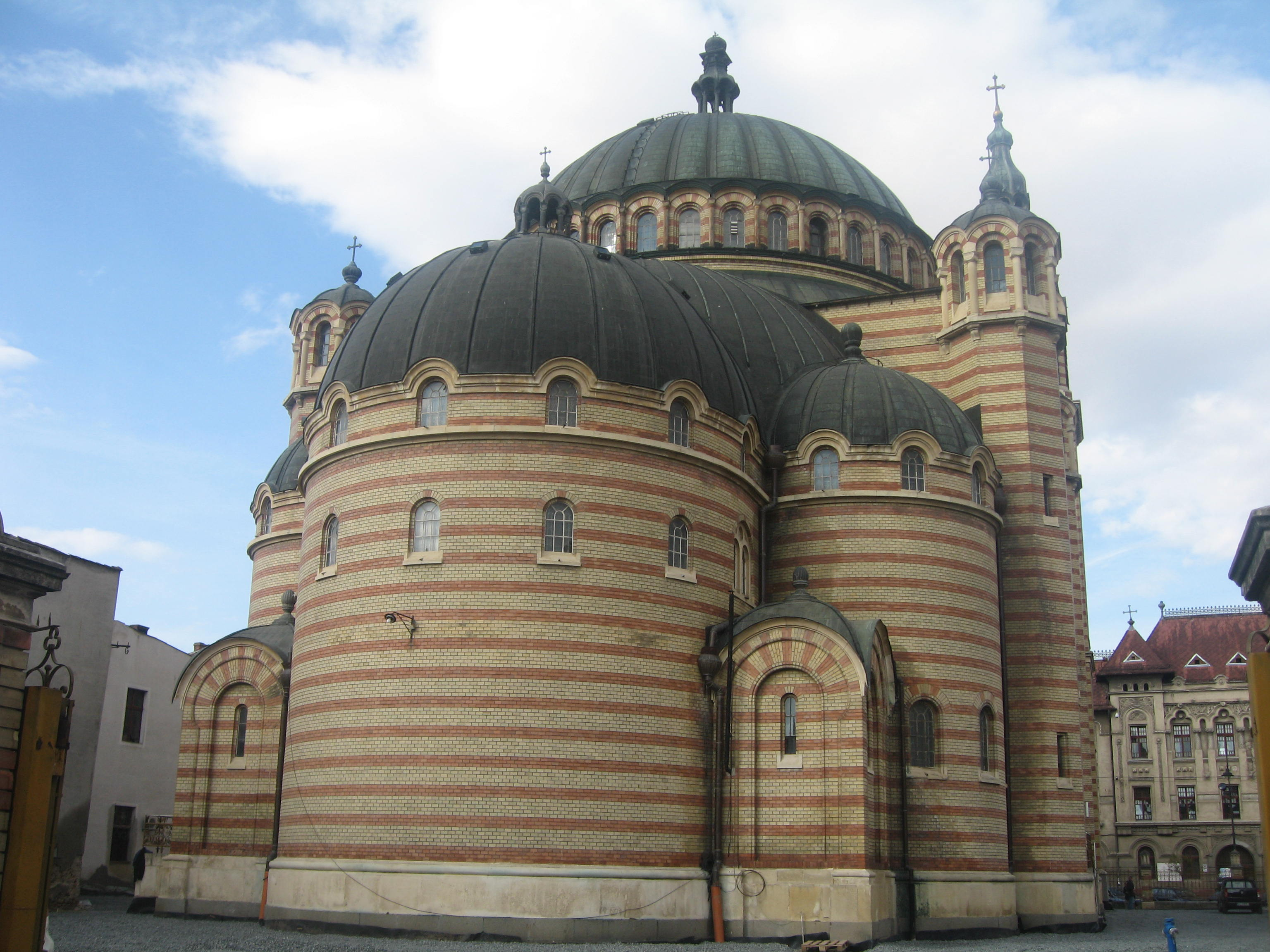
Nef extérieur
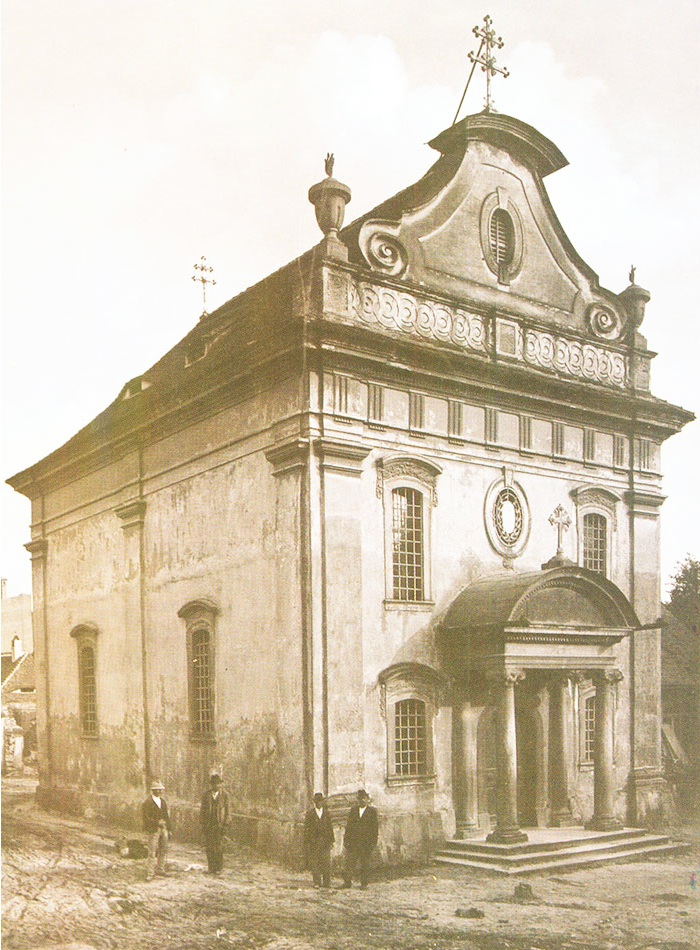
L'ancienne cathédrale

## Remarques
1. 1 2 3 4  "Catedrala Ortodoxă: Strada Mitropoliei"
2. 1 2 3  "Catedrala Ortodoxă"
3. ↑  Gogâlea, p.18